# Klaus Störtebeker

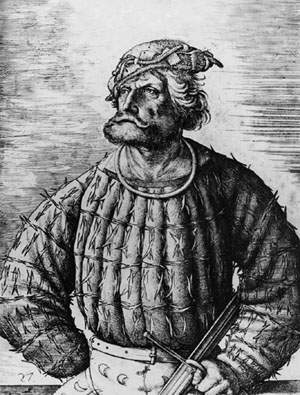
Um retrato que correspondia à imaginação popular de Störtebeker no século XIX. Hoje sabemos que não é ele (Kunz von der Rosen).

Klaus Störtebeker (Wismar, ~1360 — Hamburgo, 20 de outubro de 1401) foi um pirata alemão do século XIV. Junto com outros capitães, liderou os famosos Irmãos das Vitualhas (alemão: Vitalienbrüder), fraternidade de piratas que atuou nos mares do Norte e Báltico durante as últimas décadas daquele século. Devido a uma ampla coleção de lendas sobre a sua vida e sua morte, Störtebeker virou uma figura importante no folclore do Norte da Alemanha, ao ponto de às vezes ter sido citado como o Robin Hood alemão.

## Vida e Morte
Nos registros da cidade mecklemburguesa de Wismar, encontra-se o caso de um chamado Nicolao Stortebeker, expulso da cidade em 1380 após ter sido envolvido em uma briga física e ter causado uma lesão corporal num outro cidadão. Presume-se que este homem tenha sido o futuro pirata e que ele tenha nascido em Wismar, embora que haja opiniões contraditórias. O nome Nicolao é a forma latina do alemão Klaus, mais comum na língua diária.
Quando Störtebeker começou a integrar as filas dos fratres vitalienses, o grupo ainda foi autorizado por cartas de corso do rei da Suécia, atuando como corsários no Mar Báltico para suprimentar a povoção de Estocolmo com víveres e alimentos (o nome do grupo pode ser traduzido ao português como "fraternidade dos víveres"). A Suécia tinha-se envolvido em conflitos bélicos contra a Dinamarca e a Liga Hanseática desde a coroação do impopular rei Alberto de Mecklemburgo em 1363, e este rei alemão recrutava aventureiros da sua região de origem para lutar contra os seus inimigos. Os Irmãos das Vitualhas (fratres vitalienses) tinham como base das suas ações a ilha de Gotland, território dinamarquês que foi conquistado pelos piratas.
..

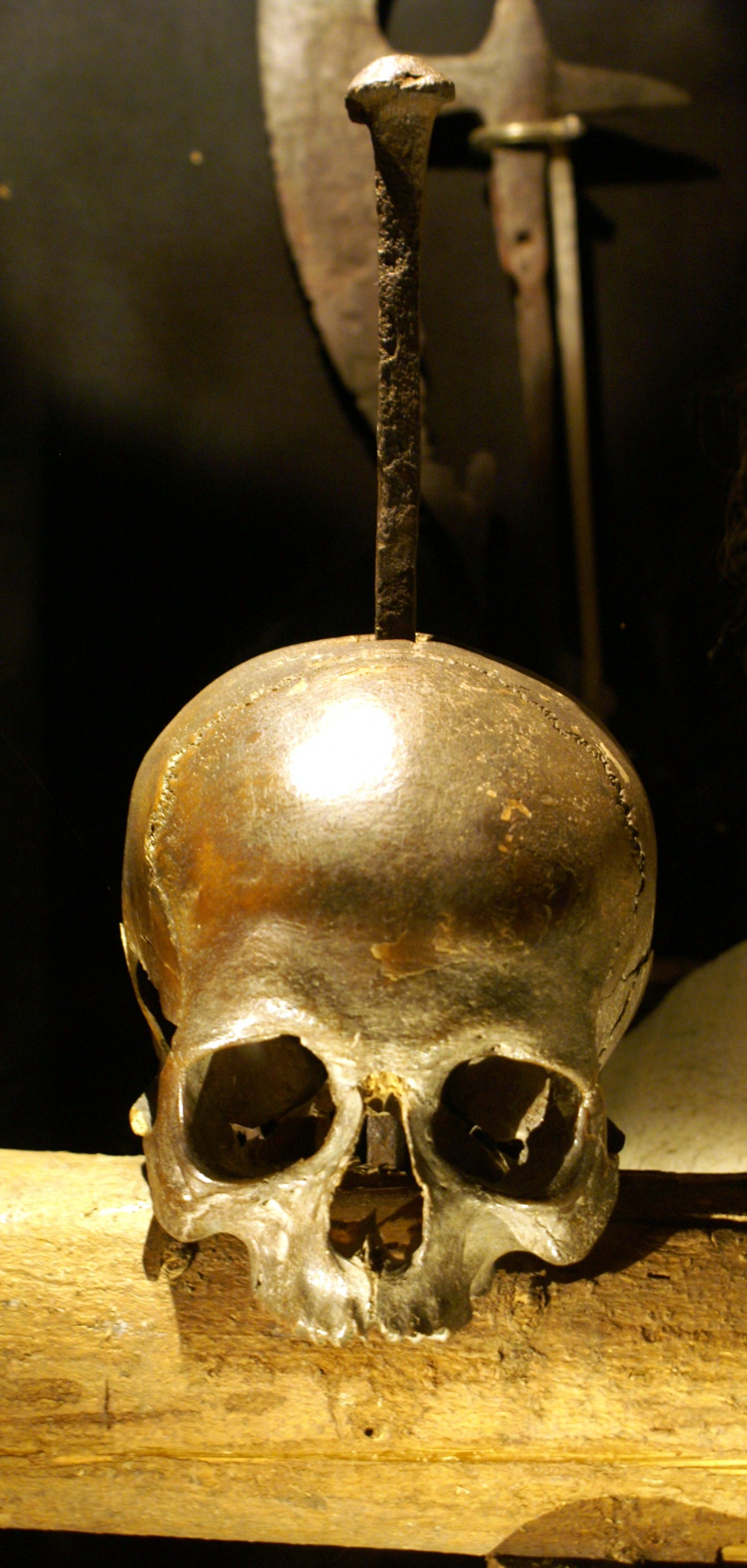
Caveira de um pirata executado em Hamburgo, possívelmente de Störtebeker

Em 1395, as nações envolvidas no conflito chegaram a um acordo de paz, e em 1397, Margarida da Dinamarca unificou as coroas escandinavas, anexando a Suécia e dando início à poderosa União de Kalmar. Com isto, os fratres vitalienses perdiam o apoio oficial do governo sueco, e muitos deixaram o corso e tentaram se reintegrar à sociedade. Contudo, um grupo liderado por Störtebeker e Gödecke Michels optou pela continuação da pirataria por conta própria. A ilha de Gotland praticamente virou território de piratas, e entre 1395 e 1398, os fratres dominavam o Mar Báltico na sua totalidade, atacando navios comerciais sem importância da bandeira.
Naquela época, o grupo também foi conhecido sob a expressão Likedeeler, termo baixo-alemão para "os que dividem igualmente". Referia-se ao fato dos piratas dividirem todas as riquezas capturadas em partes iguais, sem distinção entre capitães e marinheiros, e às doações dos piratas para a povoação de Gotland, que recebia parte das riquezas em troca pela sua colaboração. No século XIV, aquela vida diferencia muito da ordem social do dia, ainda dominada pelo feudalismo no campo e pelas hierarquias econômicas nas grandes cidades. Contudo, embora a ideia da "pirataria justa" tenha tido muita influência na futura recepção dos piratas, vale ressaltar que a tomada de reféns e o assassinato de marinheiros comuns também fazia parte da vida deles.
Em 1398, o grupo de Störtebeker foi expulso de Gotland por uma frota da Ordem Teutónica. Encontrou um novo campo de retiro na Frísia Oriental, região costeira do Mar do Norte, e começou a concentrar as suas atividades nestas águas. Em breve, os piratas entravam em conflito com o conselho municipal de Hamburgo, uma das cidades principais da Liga Hanseática e que dominava o comércio com a Inglaterra. As autoridades da cidade contrataram vários capitães para capturar o já famoso pirata, e no dia 22 de abril de 1401, Störtebeker foi aprisionado pelo neerlandês Simon von Utrecht após uma batalha naval perto da ilha de Heligolândia. No dia 20 de outubro do mesmo ano, Störtebeker e mais 72 piratas do Mar do Norte foram executado em Hamburgo.

## Lendas
- O nome Störtebeker, baixo-alemão para alguém que "esvazia o caneco", foi provavelmente dado como apelido ou nome de guerra. Diz a lenda que o pirata conseguia beber um caneco de 4 litros de cerveja em um gole só, o que provocou a admiração dos seus seguidores.
- Na hora da sua execução, Störtebeker propôs um negócio às autoridades hamburguesas: Se ele, após ter sido decapitado, ainda conseguisse andar pela fila dos seus homens, todos os piratas que ele ultrapassasse deveriam ser liberados instantaneamente. O conselho municipal aceitou com risas, para pouco depois assistir horrorizado o já decapitado corpo passar revista dos seus homens pela última vez. Ultrapassou onze piratas antes de cair, mas os hamburgueses quebraram a sua promessa e executaram todos os homens mesmo assim.
- Segundo outra lenda, a popularidade de Störtebeker era tão grande que até o seu carrasco o admirou. Quando um membro do conselho municipal de Hamburgo o felicitou após ter executado os 73 homens em um dia só, ele respondeu que ainda tinha forças para continuar com todos os conselheiros da cidade, se isto for desejado. O carrasco foi executado ainda no mesmo dia.
- Existem várias teorias sobre o paradeiro do tesouro de Störtebeker, a maioria ligando ele à ilha de Rügen. Outras mencionam a ilha de Usedom e a costa ocidental de Schleswig-Holstein.

## Recepção

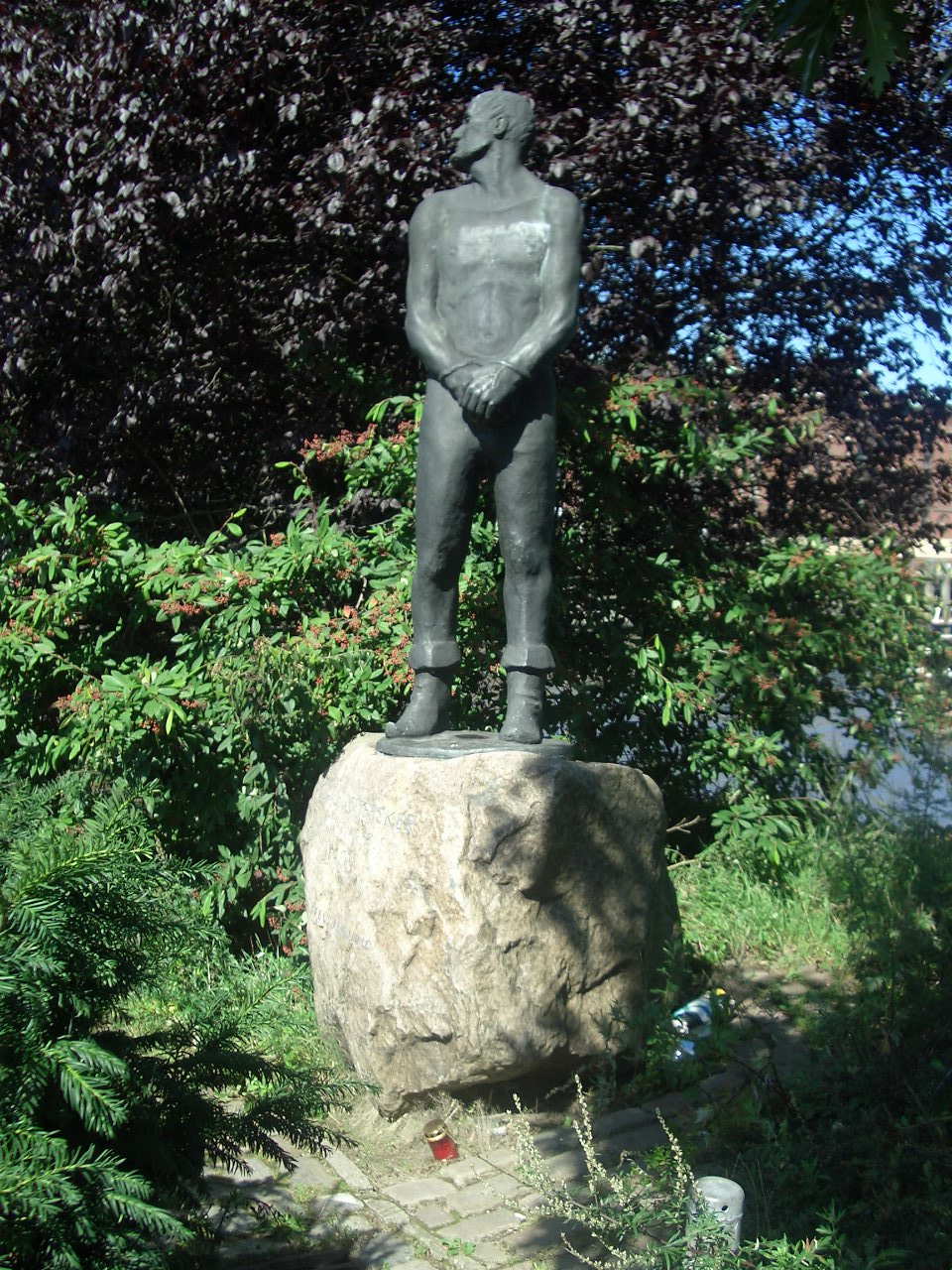
Estátua de Störtebeker em Hamburgo

Durante séculos Störtebeker foi visto como um exemplo de pirataria e barbaridade. Somente no século XIX, com a advento do romantismo, foi reinterpretado como um homem valente que buscava fugir da sociedade feudal e construir um socialismo utópico no alto mar. Na imaginação popular, passou a ser visto como um homem alto e forte, de barba vermelha e determinação nos olhos. Também começou a ser visto como o mais importante dos capitães dos "fratres vitalienses", embora outros, especialmente Gödecke Michels, tenham sido mais conhecidos e temidos na própria época.
Desde 1800, surgiram várias óperas, romances e peças de teatro sobre os piratas e a luta deles contra o "establishment". A sua figura histórica foi politizada em várias ocasiões: enquanto a direita tentava pintá-lo como um Francis Drake da Alemanha, a esquerda ressaltou a luta dele contra a "burguesia capitalista" da Liga Hanseática. Na República Democrática Alemã, o mecklemburgo Störtebeker foi celebrado como um herói, ao ponto de receber um festival anual de teatro na ilha de Rügen, que até hoje encena a cada verão a história dele. Na mesma ilha existe uma cervejaria que produz a cerveja Störtebeker.
Na Alemanha ocidental, Störtebeker também foi adotado pelos movimentos anarquistas e punk. Várias bandas do Norte da Alemanha fizeram músicas com referência a ele, incluindo Slime, Running Wild e Fettes Brot. Em 1985, uma estátua de Simon von Utrecht, capitão que capturou Störtebeker em 1401, que está situado no bairro hamburguês de St. Pauli, foi decapitada por um grupo de anarquistas. Abaixo, eles escreviam: "Nem todas as cabeças demoram 500 anos para rolar."